# René Rougerie
René Rougerie est un éditeur français de poésie né à Cussac le 5 janvier 1926 et mort le 12 mars 2010 à Lorient,,.

## Biographie
René Rougerie crée les éditions Rougerie en 1948 à Mortemart en Haute-Vienne. Il édite alors Les Cantilènes en gelée de Boris Vian, puis des œuvres de Victor Segalen, René Guy Cadou, Max Jacob, Pierre Reverdy, Roger Vitrac, ou encore d'autres auteurs moins connus tels Robert Giraud, Jacques Arnold. L'écrivain Pierre Gamarra salue en lui « un être de raison et de rigueur, de déraison et de fantaisie. »
René Rougerie a également participé à la fondation de plusieurs revues littéraires : 
- Centres, en 1945, avec Robert Margerit et Georges-Emmanuel Clancier
- Réalités secrètes, en 1955, avec Marcel Béalu
- Poésie présente